# Kathy Baker

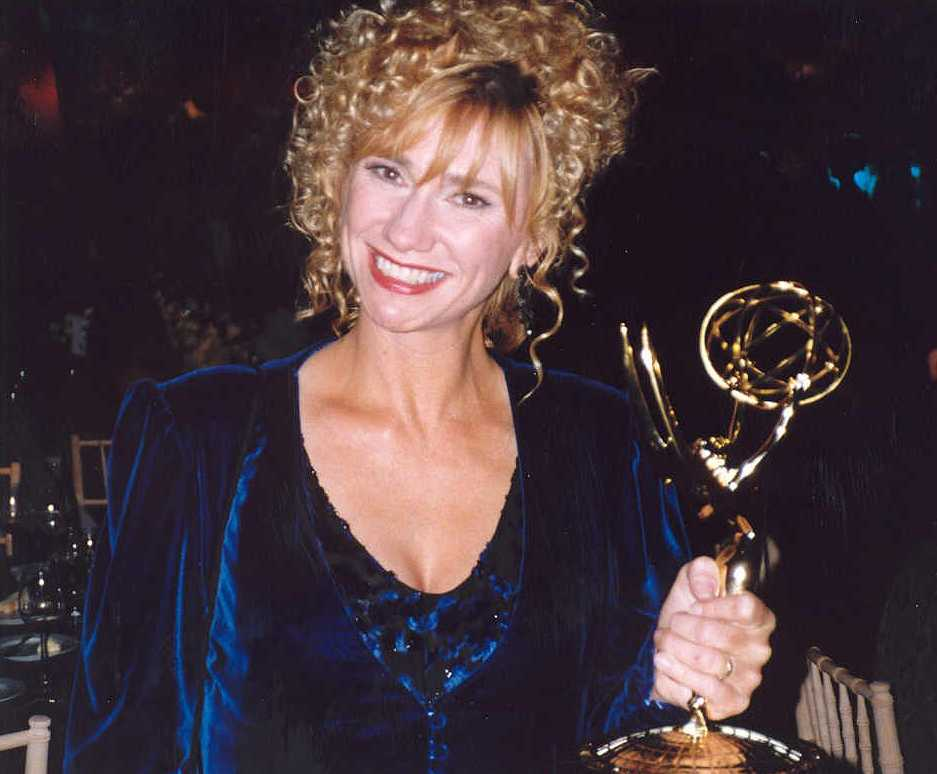
Kathy Baker bei den 45. Emmy Awards (1993)

Kathy Whitton Baker (* 8. Juni 1950 in Midland, Texas) ist eine US-amerikanische Film- und Theaterschauspielerin.

## Leben
Baker startete ihre Karriere am San Francisco’s Magic Theatre, wo sie in mehreren Theaterstücken von Sam Shepard zu sehen war. Seit 1983 ist sie auch als Schauspielerin für Film und Fernsehen aktiv. Ihr diesbezügliches Schaffen umfasst mehr als 110 Produktionen.
Für ihre Darstellung der Ärztin Jill Brock in der Fernsehserie Picket Fences – Tatort Gartenzaun in den Jahren 1992 bis 1996 wurde sie mit drei Emmys, einem Golden Globe Award und einem Screen Actors Guild Award prämiert. 1988 erhielt sie den Boston Society of Film Critics Award für die beste Nebendarstellerin für ihre Rolle in Glitzernder Asphalt. Im gleichen Jahr wurde sie hierfür mit dem National Society of Film Critics Award. 

## Filmografie (Auswahl)
- 1983: Der Stoff, aus dem die Helden sind (The Right Stuff)
- 1986: Allein mit dem Mörder (A Killing Affair)
- 1987: Unglaubliche Geschichten (Fernsehserie, Folge 2x14)
- 1987: Glitzernder Asphalt (Street Smart)
- 1988: Süchtig (Clean and Sober)
- 1989: Jacknife
- 1989: Dad
- 1990: Rufmord (The Image, Fernsehfilm)
- 1990: Edward mit den Scherenhänden
- 1990: Der teuflische Mr. Frost (Mister Frost)
- 1991: No Surrender – Schrei nach Gerechtigkeit (Article 99)
- 1992: Jennifer 8 (Jennifer Eight)
- 1992–1996: Picket Fences – Tatort Gartenzaun (Picket Fences, Fernsehserie)
- 1993: Sein Name ist Mad Dog (Mad Dog and Glory)
- 1996: Schatten einer Liebe (To Gillian on Her 37th Birthday)
- 1997: Gott schütze diese Stadt (Not In This Town, Fernsehfilm)
- 1997: Die Abbotts – Wenn Haß die Liebe tötet (Inventing the Abbotts)
- 1997: Im Sog der Gier (Weapons of Mass Distraction, Fernsehfilm)
- 1998: Die Bombe von Oklahoma City (Oklahoma City: A Survivor’s Story, Fernsehfilm)
- 1999: Wenn nicht ein Wunder geschieht (A Season for Miracles, Fernsehfilm)
- 1999: Gottes Werk und Teufels Beitrag (The Cider House Rules)
- 2000–2001: Boston Public (Boston Public, Fernsehserie, 14 Folgen)
- 2000: Der magische Ring (Ratz, Fernsehfilm)
- 2000: Gefühle, die man sieht – Things You Can Tell (Things You Can Tell Just by Looking at Her)
- 2001: Das Glashaus (The Glass House)
- 2001: Nora Roberts – Heimkehr in den Tod (Nora Roberts’ Sanctuary)
- 2002: Von Tür zu Tür (Door to Door)
- 2002: Killing Moves (Assassination Tango)
- 2003: Unterwegs nach Cold Mountain (Cold Mountain)
- 2003: Monk (Fernsehserie, Folge 2x16)
- 2004: 30 über Nacht (13 Going on 30)
- 2005: Nine Lives
- 2005–2010: Medium – Nichts bleibt verborgen (Fernsehserie, 2 Folgen)
- 2006: Das Spiel der Macht (All the King’s Men)
- 2007: Gilmore Girls (Fernsehserie, 1 Folge)
- 2007: Der Jane Austen Club (The Jane Austen Book Club)
- 2007: Jesse Stone: Alte Wunden (Jesse Stone: Sea Change)
- 2008: Liebe auf den zweiten Blick (Last Chance Harvey)
- 2009: Grey’s Anatomy (Fernsehserie)
- 2009: Criminal Intent – Verbrechen im Visier (Fernsehserie, Folge 8x01 – Mauer des Schweigens)
- 2009: Jesse Stone: Dünnes Eis (Jesse Stone: Thin Ice)
- 2010: Jesse Stone: Ohne Reue (Jesse Stone: No Remorse)
- 2010: Law & Order (Fernsehserie, Folge 20x19 – Was Frauen wollen)
- 2011: Machine Gun Preacher
- 2011: Take Shelter – Ein Sturm zieht auf (Take Shelter)
- 2011: Jesse Stone: Verlorene Unschuld (Jesse Stone: Innocents Lost)
- 2011: Against the Wall (Fernsehserie)
- 2012: Jesse Stone: Im Zweifel für den Angeklagten (Jesse Stone: Benefit of the Doubt)
- 2012: Criminal Minds (Fernsehserie, Folge 7x16)
- 2012: Der Ruf der Wale (Big Miracle)
- 2013: Anklage: Mord – Im Namen der Wahrheit (The Trials of Kate McCall)
- 2013: Saving Mr. Banks
- 2014: Those Who Kill (Fernsehserie, 5 Folgen)
- 2014: Boulevard – Ein neuer Weg (Boulevard)
- 2015: Für immer Adaline (The Age of Adaline)
- 2016–2020: The Ranch (Fernsehserie, 42 Folgen)
- 2019: Enzo und die wundersame Welt der Menschen (The Art of Racing in the Rain)